# Ван Хойдонк, Сидни
Сидни ван Хойдонк (нидерл. Sydney van Hooijdonk; 6 февраля 2000, Бреда,Нидерланды) — нидерландский футболист, нападающий клуба НАК Бреда.
Сын известного футболиста сборной Нидерландов, Пьера ван Хойдонка.

## Карьера
Сидни начал заниматься футболом в клубе «Бек Ворёйт». В 2017 году присоединился к молодёжной команде НАК Бреда.
После того как Сидни в 8 играх молодёжного первенства Нидерландов забил 6 мячей, он был переведён в основную команду. Дебютную игру в Эредивизи ван Хойдонк провёл 5 октября 2018 против «Утрехта».
3 июля 2021 года перешёл в итальянский клуб «Болонья». Дебютировал в команде 16 августа в матче Кубка Италии против «Тернаны», выйдя на замену. 22 августа в матче с «Салернитаной» дебютировал в чемпионате Италии.
25 января 2022 года перешёл на правах аренды в «Херенвен». Летом 2022 года вновь был арендован «Херенвеном» до конца сезона 2022/23.
9 января 2025 года вернулся в НАК Бреда, подписав контракт на полтора года до середины 2026 года.